# Andrhippuris caudaequina
Andrhippuris caudaequina là một loài bướm đêm trong họ Noctuidae.